# Altavilla Milicia
Pour les articles homonymes, voir Altavilla (homonymie).
Altavilla Milicia est une commune de la province de Palerme dans la région Sicile, en Italie.

## Histoire
Le bourg prend son nom d'Altavilla en honneur de la plus importante famille normande qui avait comme chefs Roger et son frère Roberto D'Altavilla - il Guiscardo.

## Culture
- Sanctuaire Madonna della Milicia : le premier acte officiel qui mentionne le Sanctuaire d'Altavilla remonte au 18 octobre 1623, date à laquelle fut signée une convention entre le marquis de Hauteville et l'archevêque de Palerme.

## Administration
| Période                                  | Période  | Identité                                                       | Étiquette     | Qualité                    |
| ---------------------------------------- | -------- | -------------------------------------------------------------- | ------------- | -------------------------- |
| 1998                                     | 2008     | Salvatore Scaletta                                             | liste civique |                            |
| 2008                                     | 2011     | Francesco Camarda                                              | liste civique |                            |
| 2011                                     | 2012     | Angelo Sajeva                                                  |               | commissaire extraordinaire |
| 2012                                     | 2014     | Antonino Parisi                                                | liste civique |                            |
| 2014                                     | 2015     | Rosalia Eleonora Presti, Salvatore Tartaro et Domenico Fichera |               | commissaire extraordinaire |
| 2015                                     | 2016     | Antonino Parisi                                                | liste civique |                            |
| 2016                                     | 2016     | Rosalia Eleonora Presti, Salvatore Tartaro et Domenico Fichera |               | commissaire extraordinaire |
| 2016                                     | En cours | Giuseppe « Pino » Virga                                        |               |                            |
| Les données manquantes sont à compléter. |          |                                                                |               |                            |

### Hameaux
Torre Colonna

### Communes limitrophes
Casteldaccia, Trabia